# ماهاسوآ
ماهاسوآ (به لاتین: Mahasoa) یک منطقهٔ مسکونی در ماداگاسکار است که در ایوهیبه (بخش) واقع شده‌است.
 ماهاسوآ  ۳٬۰۰۰ نفر جمعیت دارد و ۷۴۸ متر بالاتر از سطح دریا واقع شده‌است.